# Première bataille de Zurich
Pour les articles homonymes, voir Bataille de Zurich.
Deuxième Coalition
Batailles
Guerre de la Deuxième Coalition
- St George's Caye (navale) (09-1798)
- Nicopolis (10-1798)
- Corfou (11-1798)
- Copenhague (navale) (04-1801)
- Algésiras (navale) (06-1801)

Campagne de Hollande
- Callantsoog (08-1799)
- Vlieter (08-1799)
- Zyp (09-1799)
- Bergen (09-1799)
- Alkmaar (10-1799)
- Castricum (10-1799)

Campagne de Suisse
- Ostrach (03-1799)
- Feldkirch (03-1799)
- 1re Stockach (03-1799)
- Frauenfeld (05-1799) (en)
- Winterthour (05-1799)
- 1re Zurich (06-1799)
- Schwytz (08-1799)
- Amsteg (08-1799) (en)
- Saint-Gothard (09-1799)
- 2e Zurich (09-1799)
- Linth (09-1799) (en)
- Muten (10-1799) (ru)
- Engen (05-1800)
- 2e Stockach (05-1800)
- Moesskirch (05-1800)
- Biberach (05-1800)
- Erbach (05-1800)
- Höchstädt (06-1800)
- Ampfing (12-1800)
- Hohenlinden (12-1800)

Campagne d'Égypte
- Malte 1 (06-1798)
- Malte 2 (06-1798)
- Alexandrie (07-1798)
- Chebreiss (07-1798)
- Pyramides (07-1798)
- 1re Aboukir (08-1798)
- Salheyeh (08-1798)
- Malte 3 (09-1798)
- Sédiman (10-1798)
- Caire (10-1798)
- Samanouth (01-1799)
- El Arish (02-1799)
- Syène (02-1799)
- Jaffa (03-1799)
- Saint-Jean-d'Acre (03-1799)
- Mont-Thabor (04-1799)
- 2e Aboukir (07-1799)
- Damiette (11-1799)
- Héliopolis (03-1800)
- 3e Aboukir (03-1801)
- Mandora (03-1801)
- Canope (03-1801)
- Fort Jullien (04-1801)
- Le Caire (06-1801) (en)
- Alexandrie (08-1801)

2e Campagne d'Italie
- Vérone (03-1799)
- Magnano (04-1799)
- Cassano (04-1799)
- Mantoue (04-1799)
- Bassignana (05-1799)
- 1re Marengo (05-1799) (en)
- Modène (06-1799) (en)
- Trebbia (06-1799)
- 2e Marengo (06-1799) (en)
- Novi 1 (08-1799)
- Rome (09-1799)
- Mannheim (09-1799) (en)
- Novi 2 (10-1799) (en)
- Genola (11-1799)
- Gênes (04-1800)
- Sassello (04-1800) (en)
- Fort Bard (05-1800)
- Verceil (05-1800)
- Turbigo (05-1800)
- Montebello (06-1800)
- 3e Marengo (06-1800)
- Pozzolo (12-1800)

La première bataille de Zurich eut lieu du 2 au 6 juin 1799, pendant les guerres de la Deuxième Coalition sur les rives de la Limmat, à proximité de Zurich, entre l'armée française commandée par le maréchal André Masséna et l'armée autrichienne, commandée par l'Archiduc Charles Louis d'Autriche.
Quelque 40 000 Autrichiens défont 30 000 Français forcés de se retirer, laissant 1 700 morts contre 3 500 chez les Autrichiens.

## Contexte
Le général Masséna dispose d'environ 70 000 hommes sur toute la Suisse, mais plusieurs facteurs réduisent ses forces opérationnelles. La République helvétique est une république sœur de la république française et le général français doit donc protéger ses frontières. Ses lignes sont donc très étendues. De plus, depuis le mouvement des forces autrichiennes dans les Grisons, plusieurs cantons sont le cadre d'insurrections paysannes antifrançaises.
Les mouvements préliminaires du général autrichien von Hotze, effectués à partir du 1er mai, poussent Masséna à édifier un camp retranché aux abords de Zurich. Ce camp, appuyé sur les reliefs alentour, ne sera pas achevé lorsque la bataille commence par les assauts autrichiens.
La ville de Zurich a un intérêt stratégique, puisque au cœur des moyens de communication de la Suisse. Sa configuration géographique la rend par ailleurs facile à défendre.
L'aile droite de l'armée française se positionne au niveau du village de Riesbach, une autre batterie est positionnée à Hirslanden. Les sommets de Zürichberg et Wipkingen (de) sont particulièrement fortifiés. La situation géographique est très favorable aux Français, et lorsque les Autrichiens arrivent, tous les ouvrages défensifs à l'exception de ceux de l'aile gauche sont achevés. Cependant, Masséna néglige de construire des ponts sur la Limmat.

## La bataille
L'Archiduc d'Autriche décide de porter le principal effort offensif contre le Zurichberg. Le 2 juin, Jelačić s'avance en trois colonnes sur Zollikon, et parvient aux lacs de Zurich et de Greifen en repoussant les avant-postes français qui abandonnent Riesbach, Hirslanden et Fällanden, au sud-est de Zurich. Les Français se retirent de la rive gauche de la Glatt, et les Autrichiens parviennent à prendre le seul pont sur cette rivière.
L'Archiduc commande alors à Jelačić de rester sur sa position, mais celles-ci menacent trop les troupes françaises, et Masséna lance une contre-attaque le 3 juin au matin, avec trois demi-brigades de Soult. La contre-attaque est repoussée et les Autrichiens parviennent aux portes de la ville de Zurich. Les combats se poursuivent la journée, et Louis Nicolas Hyacinthe Chérin est mortellement blessé. Le soir, Jelačić revient à sa position initiale.
Le 4 juin, le gros des troupes donne l'assaut. L'aile gauche de Jelačić combat dans les faubourgs de Zurich sans succès, puis se replie sur le Riesbach d'où les Français ne parviennent pas à le déloger. La deuxième colonne, commandée par Bey, s'empare de Hirslanden mais ne parvient pas à progresser plus avant en raison du terrain, et rejoint Jelačić. La troisième colonne, commandée par le prince de Lorraine, attaque le Zurichberg par Dübendorf, mais ne parvient pas à progresser face à la puissance de feu française. La quatrième colonne, commandée par Friedrich von Hotze, traverse la Glatt à Dübendorf et s'empare de Schwamendingen (de), mais échoue devant le Zürichberg en raison de la force de la pente et de l'épaisseur de la forêt. La cinquième colonne, commandée par le prince de Reuss, prend Seebach et Oerlikon. Oudinot contre-attaque, mais échoue notamment en raison du renfort de deux bataillons autrichiens. Sur la basse Glatt, seules des escarmouches ont lieu.
À deux heures de l'après-midi, l'archiduc a fait poser deux ponts de campagne sur la Glatt, et tente de prendre le Zurichberg par un assaut frontal avec cinq bataillons, ce qui échoue à deux reprises.
La journée du 5 juin, les adversaires se jaugent, et l'Archiduc comprend qu'il est absolument nécessaire de déloger les Français de Zurich. Il prévoit une attaque dans la nuit, pour deux heures du matin. De son côté, Masséna, attendant toujours des renforts, décide d'abandonner la rive droite de la Limmat, à l'exception de Zurich même, pendant la nuit.
Il laisse 28 canons et 18 fourgons, et se replie sans combat.
Le lendemain, 6 juin, Masséna quitte la ville de Zurich à midi après des pourparlers. Il se replie au sud-ouest sur l'Albis (de), où il bénéficie d'une bonne position défensive et commence à se retrancher. De leur côté, les Autrichiens investissent Zurich, l'Archiduc installe son état-major à Kloten.